# Innsbrucker Platz (metrostation)
Innsbrucker Platz is een station van de metro van Berlijn, gelegen onder het gelijknamige plein. Er is een overstapmogelijkheid op de S-Bahn in het gelijknamige treinstation. Het metrostation opende in 1910, toen nog met de naam Hauptstraße. In 1933, gelijktijdig met de opening van het S-Bahnstation, werd de naam gewijzigd naar de huidige naam.
Nadat de Hochbahngesellschaft, het bedrijf dat de eerste Berlijnse metrolijnen aanlegde en exploiteerde, in 1903 een metrolijn door Schöneberg had afgewezen, besloot de toentertijd nog zelfstandige stad zelf een lijn aan te leggen van de Nollendorfplatz naar de Hauptstraße. Het zuidelijke eindstation van de lijn werd ontworpen door Paul Jatzow. Hoewel de stations van de Schöneberger U-Bahn alle door een andere architect ontworpen werden, is het uiterlijk van de stations vergelijkbaar: stalen steunpilaren op het eilandperron en lichtgrijs betegelde wanden met grote reclameborden, omlijst met een contrasterende kleur, overeenkomend met die van de pilaren. Station Hauptstraße kreeg de kenkleur rood.

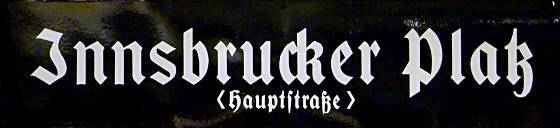
Stationsbord

Aangezien de Schönebergse metrolijn tot 1926 los van de rest van het net stond, beschikte de lijn over een eigen werkplaats. Deze bovengrondse werkplaats werd bereikt via de keersporen ten zuiden van station Hauptstraße en sloot in 1932. Nadat er in 1933 een S-Bahnstation aan de Innsbrucker Platz geopend was, kreeg het metrostation zijn huidige naam.
In 1954 onderging station Innsbrucker Platz een herinrichting. De uitgang aan het zuidelijke uiteinde het perron werd afgesloten en vervangen door een trap in het midden van het station, waarvoor enige pilaren moesten wijken. Deze trap leidde naar een voor deze gelegenheid gebouwd glazen toegangsgebouw aan de noordzijde van het plein. Tussen 1971 en 1979 verbouwde men het station opnieuw, ditmaal in verband met de aanleg van de Berlijnse stadsring (BAB 100), die de Innsbrucker Platz in een tunnel kruist. De toegang uit 1954 werd weer gesloten, het glazen stationshalletje brak men af. In plaats daarvan kwam er een tussenverdieping met diverse uitgangen naar het plein en naar het S-Bahnstation, waarmee voorheen geen directe verbinding bestond. Op de plaats van de afgebroken uitgang plaatste men opnieuw pilaren, afkomstig uit het metrostation Richard-Wagner-Platz, dat in dezelfde periode door nieuwbouw vervangen werd. De verbinding met de keersporen achter het station werd onderbroken door de autotunnel, zodat Innsbrucker Platz een kopstation werd.

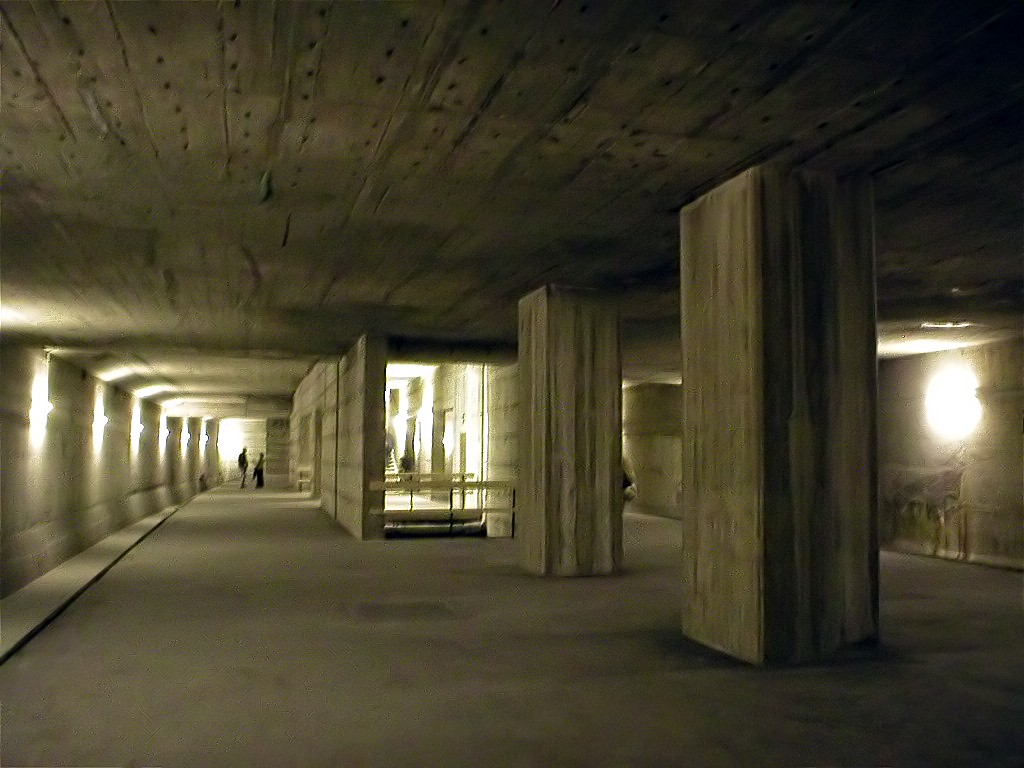
Onder de Innsbrucker Platz werd een station voor de U10 in ruwbouw aangelegd.

In 2001 opende men het reeds in 1979 gebouwde, maar nooit in gebruik genomen oostelijke deel van de tussenverdieping. Tegelijkertijd vestigde zich een supermarkt in het station en bouwde men een lift in.
Metrostation Innsbrucker Platz is opgenomen op de Berlijnse monumentenlijst.

## Toekomstplannen
Vanwege de autotunnel onder de Innsbrucker Platz is een vroeger wel geplande zuidelijke verlenging van de U4 zo goed als onmogelijk geworden. Tegelijkertijd met de bouw van de snelweg legde men echter wel een 200 meter lange, dieper gelegen metrotunnel onder het plein aan. In deze tunnel, ooit bestemd voor het inmiddels uit de plannen verdwenen zuidelijke deel van een nieuwe lijn U10 bevindt zich tevens een metrostation in ruwbouw. De U10 zou, komend van station Kleistpark, via de Hauptstraße richting Steglitz gelopen hebben.